# C-ROCK WORK
『C-ROCK WORK』（クロック・ワーク）は、1987年4月1日にリリースされたZELDAの4枚目のスタジオ・アルバム。発売元はCBS・ソニー。LP、カセットテープ、CDの3フォーマットで同時発売された。サウンドプロデューサーは佐久間正英。
タイトルの『C-ROCK WORK』は、時計仕掛けを意味する「クロックワーク」と音楽の「ロック」を掛けている。

## 解説
ZELDAのニュー・ウェイヴ時代最後のアルバムとされる。デビュー・アルバム『ZELDA』ではメジャー・デビュー前から交流のあったLIZARDのモモヨをプロデューサーとして、東京ロッカーズ色の強い音作りとなったが、2作目の『CARNAVAL』と3作目の『空色帽子の日』ではムーンライダーズの白井良明をプロデューサーに迎え、ポップながらもニュー・ウェイヴ色を強めた自由奔放な音作りで初期ZELDAのカラーを固めた。
それに続く本作では、ZELDAのセルフ・プロデュースながらサウンドプロデュースに佐久間正英を迎え、1980年代に隆盛を極めたガールズバンドの王道を行く骨太なロックサウンドに回帰しつつ、佐久間の持ち味を活かした構築的で統制の取れたコンセプチュアルなアルバムに仕上がっている。またアルバムジャケットのアートワークも、メンバー4人が当時流行したDCブランド風の黒い衣装に身を固め、赤い口紅と太眉で濃いメイクを決め、1980年代後半のバブル時代の空気を感じさせるデザインとなっている。
この後、ZELDAはファンクやブラックミュージックをはじめ、ワールドミュージックへの傾倒を強めていき、その音楽性を大きく転換させることとなった。本作はその転換点にある作品と言える。

## 収録曲
アルバムのライナーノーツでは「作詞」を「作詩」としているため、本項でもこれに準拠する。
1. 夜の時計は12時
  - 作詩：高橋佐代子／作曲：石原富紀江／編曲：ZELDA

子供と大人の間を揺れ動く少女の空想の世界を歌ったファンタスティックな楽曲。トップを飾るこの曲の歌詞が暗示するように、ZELDAはそれまでのパンク・ロック少女から、世界を音楽で旅する大人の女性へと変貌を遂げてゆくこととなる。
2. Electric Sweetie
  - 作詩：高橋佐代子／作曲：石原富紀江／編曲：佐久間正英・ZELDA
  - シングルカット曲。アルバムと同時発売。
  - JOYSOUNDの通信カラオケに収録されている[4]。
3. 風の景 -Mind Sketch-
  - 作詩：高橋佐代子／作曲：小澤亜子／編曲：ZELDA

初期ZELDAの定番にして、東京出身の高橋の原風景である「埋立地」のゼロメートル地帯の心象風景を歌った楽曲。歌詞には晴海、月島、豊洲、青海、有明、夢の島の地名が織り込まれているが、地名を直接歌うのではなく「晴れた海」「夢みる島」などと文章にされており、当時まだ地名がなかったお台場は「13号地」として登場する[2]。
4. 時計仕掛けのせつな
  - 作詩：高橋佐代子／作曲：石原富紀江／編曲：佐久間正英

タイトルチューンとも言うべき楽曲。童話を思わせる歌詞と佐久間の編曲により、幻想的な曲調に仕上がっている。
5. ファンタジウム
  - 作詩：高橋佐代子／作曲：石原富紀江／編曲：ZELDA
6. Endless Line
  - 作詩：高橋佐代子／作曲：小澤亜子／編曲：ZELDA
7. Emotional Beach,Communication Party
  - 作詩：高橋佐代子／作曲・編曲：ZELDA

ディスコミュニケーションをテーマとした楽曲。
8. Question-1
  - 作詩：高橋佐代子／作曲：小嶋さちほ・高橋佐代子／編曲：ZELDA
9. MOO/六月はいつも魔の月
  - 作詩：高橋佐代子／作曲：小澤亜子／編曲：ZELDA

「MOO」は歌詞では「無」と歌われている。
10. 浴ビル情
  - 作詩：高橋佐代子／作曲：小嶋さちほ／編曲：佐久間正英・ZELDA

ZELDAの定番とも言える、狂おしさを感じさせる情熱的なラブソングながら、歌詞では鍵を求め扉を開けて次の世界へ躍動しようとする女性が描かれ、少女から大人になって新境地を切り拓いてゆくZELDAの姿を暗示して、アルバムは終わる。
  - JOYSOUNDの通信カラオケに収録されている[4]。

## 参加アーティスト
出典はアルバムのライナーノーツによる。
- ZELDA
  - 高橋佐代子：ボーカル、クラリネット
  - 小嶋さちほ：ベース
  - 石原富紀江：ギター
  - 小澤亜子：ドラムス、パーカッション、キーボード
- 佐久間正英：キーボード、コンピュータ
- SANDAYU FUJISAWA：アルトサックス (Track 3)

## バージョン
- LP - 1987年4月1日発売。規格品番：28AH 2157。
- CT - 1987年4月1日発売。規格品番：28KH 2119。
- CD - 1987年4月1日発売。規格品番：32DH 633。